# 艾萨克·梅耶·怀斯会堂
艾萨克·梅耶·怀斯会堂（英語：Isaac M. Wise Temple），原名梅花街会堂（Plum Street Temple），位于辛辛那提梅花街720号，1866年8月24日揭幕，是美国现存最古老的犹太会堂之一，由美国改革派犹太教的创建者艾萨克·梅耶·怀斯拉比领导的一批德国犹太移民建立。由于美国内战后的通货膨胀，其建筑成本高达30万美元。它是美国第一座摩尔复兴式风格建筑，模仿了维也纳的利奥波德城会堂，拥有类似哥特式教堂的玫瑰窗，以及伊斯兰风格的叫拜楼。德、奥这一风格的建筑均已被希特勒摧毁。
在梅花街对面，是古老的罗马天主教圣伯多禄锁链主教座堂（Saint Peter In Chains Cathedral），隔壁曾是圣公会圣保罗座堂（St. Paul Episcopal Cathedral）的所在地，该堂已于1937年拆除。
1972年，梅花街会堂被收錄进美國國家史蹟名錄。

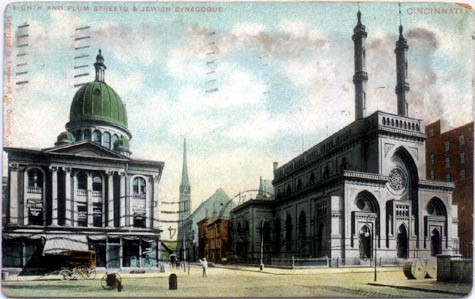
圣公会圣保罗座堂和梅花街会堂

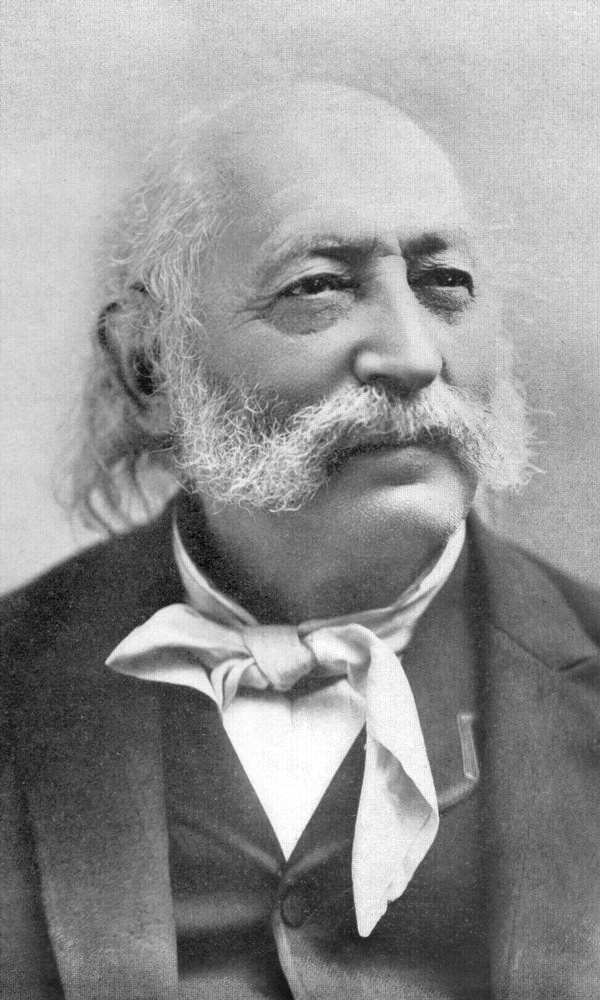
艾萨克·梅耶·怀斯